# Фурса Сергій Володимирович (інвестиційний банкір)
Сергій Володимирович Фурса — український інвестиційний банкір, фінансовий експерт, публіцист, радіо- і телеведучий.

## Біографія
Народився в Києві. З 7 до 17 років займався дитячо-юнацьким футболом.
Навчався на економічному профілі Політехнічного ліцею НТУУ КПІ протягом 1996—1999 рр. У 2002 році закінчив Інститут прикладного системного аналізу НТУУ КПІ за спеціалізацією «Системний аналіз фінансового ринку». Також у 2006 закінчив Міжнародний університет фінансів.
Професійна кар'єра:
Аналітик, керівник відділу аналізу та галузевих досліджень — Укрсиббанк, 2005—2008;
Старший науковий співробітник з кредитів з фіксованим доходом — Renaissance Capital, 2008;
Старший аналітик — Astrum Investment Management, 2008—2011;
Спеціаліст відділу продажів боргових інструментів, заступник директора з питань торгівлі цінними паперами — Dragon Capital, з 2011.
Визнаний найкращим аналітиком на ринку облігацій України 2005—2009 за версією агентства CbondS.

## Медіа-діяльність
Фурса багато друкується з експертними коментарями у провідних українських виданнях: New Voice, 112.ua, Обозреватель, Гордон, Українська правда, Главред, УНІАН, МінФін, Finance.ua, ЛІГА.net та інших; виступає на загальнонаціональних телеканалах; веде соцмережі, особливо Фейсбук.
Вів власну передачу «Фінансова грамотність» на 24 каналі: упродовж 2017—2020 рр. вийшло 133 випуски.
З початку широкомасштабної війни веде кожного вівторка та п'ятниці передачу «Фурсич» на Радіо НВ з Віталієм Сичем. У 2020—2022 на тому ж радіо виходила його програма «Багаті та щасливі» (спільно з Н. Чекаль).
Сергій Фурса спробував себе і як автор художньої прози. З-під його пера вийшли книги:
- Фурса С. Путь домой. — Харків : Фоліо, 2017. — 464 с. — 1500 прим. — ISBN 978-966-03-7934-3.
- Фурса С. Алекс. Начало пути. — Харків : Фоліо, 2020. — 475 с. — 1000 прим. — ISBN 978-966-03-9226-7.
- Фурса Сергій. Порятунок з російських щелеп. — Київ : Yakaboo Publishing, 2024. — 544 с. — ISBN 978-617-8222-72-7.
- Фурса Сергій. Повернути себе. — Київ : Yakaboo Publishing, 2024. — 560 с. — ISBN 978-617-8222-86-4.

## Погляди
Сергій Фурса підтримує вимушену націоналізацію ПриватБанку, ринок землі, лібералізацію економіки, ринкових та цивільних відносин, прозору велику приватизацію, ринкове ціноутворення, незалежність Нацбанку, співпрацю з МВФ, деолігархізацію, ефективну боротьбу з корупцією, судову реформу, посилення економічних санкцій проти Росії.
На виборах 2019 року підтримував Петра Порошенка і партію «Голос» Святослава Вакарчука. Негативно ставиться до популістів, до яких зараховує Юлію Тимошенко.

## Захоплення, характер
Подорожі, спорт (передусім, футбол), кіно, книги, політика.
Вважає себе екстравертом, віддає перевагу міському відпочинку, не вегетаріанець.